# Isotopes du samarium
Le samarium (Sm, numéro atomique 62) naturel est composé de cinq isotopes stables (144Sm, 149Sm, 150Sm, 152Sm et 154Sm) et de deux radioisotopes à très longue demi-vie, 147Sm et 148Sm. 146Sm a également une très longue demi-vie (9,20 × 107 a) mais il n'a pas encore été détecté dans le milieu naturel, et son existence comme nucléide primordial reste incertaine.

## Samarium naturel
Le samarium naturel est constitué de cinq isotopes stables (144Sm, 149Sm, 150Sm, 152Sm et 154Sm) et de deux radioisotopes quasi stables (nucléides primordiaux), 147Sm (demi-vie de 1,066 × 1011 a) et 148Sm (6,3 × 1015 a). Le samarium 147 est employé pour dater les roches (datation samarium-néodyme).
On soupçonne l'existence de traces de 146Sm comme nucléide primordial, mais il n'a pas encore été détecté. Cette détection est compliquée parce que les éléments à l'état d'ultra-traces sont généralement analysés par spectrométrie de masse, or cette technique ne peut distinguer 146Sm de son isobare 146Nd ; le signal du néodyme 146 empêche donc de voir l'éventuel signal du samarium 146.
| Isotope | Abondance (pourcentage molaire) |
| ------- | ------------------------------- |
| 144Sm   | 3,07 (7) %                      |
| 146Sm   | Traces (?)                      |
| 147Sm   | 14,99 (18) %                    |
| 148Sm   | 11,24 (10) %                    |
| 149Sm   | 13,82 (7) %                     |
| 150Sm   | 7,38 (1) %                      |
| 152Sm   | 26,75 (16) %                    |
| 154Sm   | 22,75 (29) %                    |

## Table
| Symbole de l'isotope | Z (p)                | N (n)                | Masse isotopique (u) | Demi-vie                      | Mode(s) de désintégration, | Isotope(s)-fils | Spin nucléaire |
| Symbole de l'isotope | Énergie d'excitation | Énergie d'excitation | Énergie d'excitation | Demi-vie                      | Mode(s) de désintégration, | Isotope(s)-fils | Spin nucléaire |
| -------------------- | -------------------- | -------------------- | -------------------- | ----------------------------- | -------------------------- | --------------- | -------------- |
| 128Sm                | 62                   | 66                   | 127,95808(54)#       | 0,5# s                        |                            |                 | 0+             |
| 129Sm                | 62                   | 67                   | 128,95464(54)#       | 550(100) ms                   |                            |                 | 5/2+#          |
| 130Sm                | 62                   | 68                   | 129,94892(43)#       | 1# s                          | β+                         | 130Pm           | 0+             |
| 131Sm                | 62                   | 69                   | 130,94611(32)#       | 1,2(2) s                      | β+                         | 131Pm           | 5/2+#          |
| 131Sm                | 62                   | 69                   | 130,94611(32)#       | 1,2(2) s                      | β+, p (rare)               | 130Nd           | 5/2+#          |
| 132Sm                | 62                   | 70                   | 131,94069(32)#       | 4,0(3) s                      | β+                         | 132Pm           | 0+             |
| 132Sm                | 62                   | 70                   | 131,94069(32)#       | 4,0(3) s                      | β+, p                      | 131Nd           | 0+             |
| 133Sm                | 62                   | 71                   | 132,93867(21)#       | 2,90(17) s                    | β+                         | 133Pm           | (5/2+)         |
| 133Sm                | 62                   | 71                   | 132,93867(21)#       | 2,90(17) s                    | β+, p                      | 132Nd           | (5/2+)         |
| 134Sm                | 62                   | 72                   | 133,93397(21)#       | 10(1) s                       | β+                         | 134Pm           | 0+             |
| 135Sm                | 62                   | 73                   | 134,93252(17)        | 10,3(5) s                     | β+ (99,98 %)               | 135Pm           | (7/2+)         |
| 135Sm                | 62                   | 73                   | 134,93252(17)        | 10,3(5) s                     | β+, p (0,02 %)             | 134Nd           | (7/2+)         |
| 135mSm               | 0(300)# keV          | 0(300)# keV          | 0(300)# keV          | 2,4(9) s                      | β+                         | 135Pm           | (3/2+,5/2+)    |
| 136Sm                | 62                   | 74                   | 135,928276(13)       | 47(2) s                       | β+                         | 136Pm           | 0+             |
| 136mSm               | 2264,7(11) keV       | 2264,7(11) keV       | 2264,7(11) keV       | 15(1) µs                      |                            |                 | (8−)           |
| 137Sm                | 62                   | 75                   | 136,92697(5)         | 45(1) s                       | β+                         | 137Pm           | (9/2−)         |
| 137mSm               | 180(50)# keV         | 180(50)# keV         | 180(50)# keV         | 20# s                         | β+                         | 137Pm           | 1/2+#          |
| 138Sm                | 62                   | 76                   | 137,923244(13)       | 3,1(2) min                    | β+                         | 138Pm           | 0+             |
| 139Sm                | 62                   | 77                   | 138,922297(12)       | 2,57(10) min                  | β+                         | 139Pm           | 1/2+           |
| 139mSm               | 457,40(22) keV       | 457,40(22) keV       | 457,40(22) keV       | 10,7(6) s                     | TI (93,7 %)                | 139Sm           | 11/2−          |
| 139mSm               | 457,40(22) keV       | 457,40(22) keV       | 457,40(22) keV       | 10,7(6) s                     | β+ (6,3 %)                 | 139Pm           | 11/2−          |
| 140Sm                | 62                   | 78                   | 139,918995(13)       | 14,82(12) min                 | β+                         | 140Pm           | 0+             |
| 141Sm                | 62                   | 79                   | 140,918476(9)        | 10,2(2) min                   | β+                         | 141Pm           | 1/2+           |
| 141mSm               | 176,0(3) keV         | 176,0(3) keV         | 176,0(3) keV         | 22,6(2) min                   | β+ (99,69 %)               | 141Pm           | 11/2−          |
| 141mSm               | 176,0(3) keV         | 176,0(3) keV         | 176,0(3) keV         | 22,6(2) min                   | TI (0,31 %)                | 141Sm           | 11/2−          |
| 142Sm                | 62                   | 80                   | 141,915198(6)        | 72,49(5) min                  | β+                         | 142Pm           | 0+             |
| 143Sm                | 62                   | 81                   | 142,914628(4)        | 8,75(8) min                   | β+                         | 143Pm           | 3/2+           |
| 143m1Sm              | 753,99(16) keV       | 753,99(16) keV       | 753,99(16) keV       | 66(2) s                       | TI (99,76 %)               | 143Sm           | 11/2−          |
| 143m1Sm              | 753,99(16) keV       | 753,99(16) keV       | 753,99(16) keV       | 66(2) s                       | β+ (0,24 %)                | 143Pm           | 11/2−          |
| 143m2Sm              | 2793,8(13) keV       | 2793,8(13) keV       | 2793,8(13) keV       | 30(3) ms                      |                            |                 | 23/2(−)        |
| 144Sm                | 62                   | 82                   | 143,911999(3)        | Observé stable                | Observé stable             | Observé stable  | 0+             |
| 144mSm               | 2323,60(8) keV       | 2323,60(8) keV       | 2323,60(8) keV       | 880(25) ns                    |                            |                 | 6+             |
| 145Sm                | 62                   | 83                   | 144,913410(3)        | 340(3) d                      | CE                         | 145Pm           | 7/2−           |
| 145mSm               | 8786,2(7) keV        | 8786,2(7) keV        | 8786,2(7) keV        | 990(170) ns [0,96(+19−15) µs] |                            |                 | (49/2+)        |
| 146Sm                | 62                   | 84                   | 145,913041(4)        | 9,20(26)×107 a                | α                          | 142Nd           | 0+             |
| 147Sm,               | 62                   | 85                   | 146,9148979(26)      | 1,066(5)×1011 a               | α                          | 143Nd           | 7/2−           |
| 148Sm                | 62                   | 86                   | 147,9148227(26)      | 6,3(13)×1015 a                | α                          | 144Nd           | 0+             |
| 149Sm,               | 62                   | 87                   | 148,9171847(26)      | Observé stable                | Observé stable             | Observé stable  | 7/2−           |
| 150Sm                | 62                   | 88                   | 149,9172755(26)      | Observé stable                | Observé stable             | Observé stable  | 0+             |
| 151Sm,               | 62                   | 89                   | 150,9199324(26)      | 88,8(24) a                    | β−                         | 151Eu           | 5/2−           |
| 151mSm               | 261,13(4) keV        | 261,13(4) keV        | 261,13(4) keV        | 1,4(1) µs                     |                            |                 | (11/2)−        |
| 152Sm                | 62                   | 90                   | 151,9197324(27)      | Observé stable                | Observé stable             | Observé stable  | 0+             |
| 153Sm                | 62                   | 91                   | 152,9220974(27)      | 46,284(4) h                   | β−                         | 153Eu           | 3/2+           |
| 153mSm               | 98,37(10) keV        | 98,37(10) keV        | 98,37(10) keV        | 10,6(3) ms                    | TI                         | 153Sm           | 11/2−          |
| 154Sm                | 62                   | 92                   | 153,9222093(27)      | Observé stable                | Observé stable             | Observé stable  | 0+             |
| 155Sm                | 62                   | 93                   | 154,9246402(28)      | 22,3(2) min                   | β−                         | 155Eu           | 3/2−           |
| 156Sm                | 62                   | 94                   | 155,925528(10)       | 9,4(2) h                      | β−                         | 156Eu           | 0+             |
| 156mSm               | 1397,55(9) keV       | 1397,55(9) keV       | 1397,55(9) keV       | 185(7) ns                     |                            |                 | 5−             |
| 157Sm                | 62                   | 95                   | 156,92836(5)         | 8,03(7) min                   | β−                         | 157Eu           | (3/2−)         |
| 158Sm                | 62                   | 96                   | 157,92999(8)         | 5,30(3) min                   | β−                         | 158Eu           | 0+             |
| 159Sm                | 62                   | 97                   | 158,93321(11)        | 11,37(15) s                   | β−                         | 159Eu           | 5/2−           |
| 160Sm                | 62                   | 98                   | 159,93514(21)#       | 9,6(3) s                      | β−                         | 160Eu           | 0+             |
| 161Sm                | 62                   | 99                   | 160,93883(32)#       | 4,8(8) s                      | β−                         | 161Eu           | 7/2+#          |
| 162Sm                | 62                   | 100                  | 161,94122(54)#       | 2,4(5) s                      | β−                         | 162Eu           | 0+             |
| 163Sm                | 62                   | 101                  | 162,94536(75)#       | 1# s                          | β−                         | 163Eu           | 1/2−#          |
| 164Sm                | 62                   | 102                  | 163,94828(86)#       | 500# ms                       | β−                         | 164Eu           | 0+             |
| 165Sm                | 62                   | 103                  | 164,95298(97)#       | 200# ms                       | β−                         | 165Eu           | 5/2−#          |

1. ↑  En gras pour les isotopes avec des demi-vies plus grandes que l'âge de l'univers (presque stables).
2. ↑  Abréviations :
CE : capture électronique ;
TI : transition isomérique.
3. ↑  Isotopes stables en gras.
4. ↑  Théoriquement capable de se désintégrer par désintégration α en 140Nd ou par β+β+ en 144Nd.
5. 1 2 3  Radioisotope primordial.
6. 1 2 3 4 5 6  Produit de fission.
7. ↑  Utilisé pour la datation par le samarium-néodyme.
8. 1 2  Poison à neutrons dans les réacteurs nucléaires.
9. ↑  Théoriquement capable de se désintégrer par désintégration α en 145Nd avec une demi-vie supérieure à 2 × 1015 années.
10. ↑  Théoriquement capable de se désintégrer par désintégration α en 146Nd.
11. ↑  Théoriquement capable de se désintégrer par désintégration α en 148Nd.
12. ↑  Théoriquement capable de β−β− en 154Gd avec une demi-vie supérieure à 2,3 × 1018 années.